# Fonction spéciale

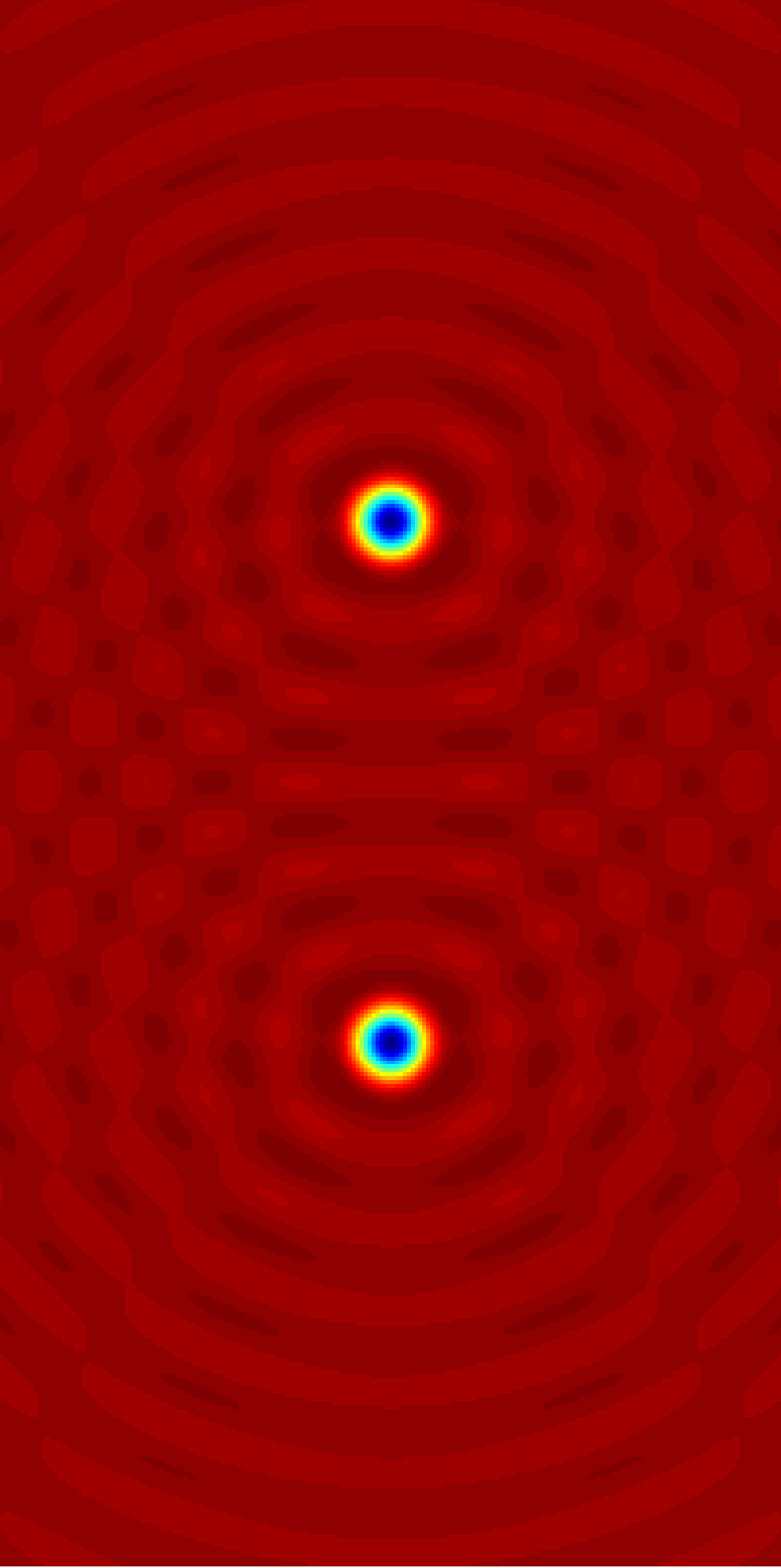
Interférences d'ondes émises par deux sources cylindriques. Le phénomène s'interprète à l'aide des fonctions de Bessel.

L'analyse mathématique regroupe sous le terme de fonctions spéciales un ensemble de fonctions analytiques non élémentaires, qui sont apparues au XIXe siècle comme solutions d'équations de la physique mathématique, particulièrement les équations aux dérivées partielles d'ordre deux et quatre.
Comme leurs propriétés ont été étudiées extensivement (et continuent de l'être), on dispose à leur sujet d'une multitude d'informations. Non seulement elles interviennent dans l'expression des solutions exactes de certaines équations aux dérivées partielles pour des conditions aux limites particulières, mais elles fournissent, par le biais des méthodes spectrales, les meilleures approximations numériques pour des conditions aux limites quelconques.
Certaines d'entre elles jouent également un rôle de premier plan en théorie des nombres (fonction zêta de Riemann, logarithme intégral).

## Liste des fonctions spéciales
- Les intégrales d'Euler : la fonction bêta, la fonction gamma et les fonctions associées, fonction digamma, fonction gamma incomplète, fonction polygamma. Elles interviennent en calcul intégral, dans l'étude des séries et en calcul des probabilités.
- La fonction d'erreur, utilisée en calcul des probabilités et en physique statistique, et ses variantes (erfi, fonction de Dawson, etc.).
- Le logarithme intégral, qui intervient dans la répartition des nombres premiers.
- Le sinus cardinal et le sinus intégral de Fresnel, apparus dans l'étude de la diffraction. Edmund Taylor Whittaker a montré que la fonction sinus cardinal joue un rôle central dans la théorie de l'interpolation sur un réseau de points équidistants. Par la suite, cette idée a été développée en théorie de la communication (formule de Shannon sur la synthèse des signaux à spectre de support fini).
- La fonction d'Airy, introduite lors de l'étude de la diffusion lumineuse.
- Les intégrales elliptiques, issues de l'étude des oscillations harmoniques de grande amplitude.
- Les fonctions de Legendre, qui sont les solutions fondamentales de l'équation de Laplace sur la sphère.
- Les fonctions de Bessel, qui sont les solutions fondamentales de l'équation de Laplace sur le cylindre circulaire.
- La fonction de Hankel, solution particulière de l'équation des ondes en coordonnées cylindriques.
- La fonction zêta de Riemann.
- Les fonctions hypergéométriques, qui relient par des équations fonctionnelles plusieurs fonctions spéciales entre elles.
- Les fonctions de Mathieu, apparues dans l'étude des vibrations de la membrane elliptique et du rayonnement électromagnétique.
- La fonction thêta, qui permet d'exprimer les intégrales elliptiques.